# Nalzen
Nalzen település Franciaországban, Ariège megyében. Lakosainak száma 112 fő (2022. január 1.). Nalzen Celles, Freychenet, Leychert, Montferrier és Roquefixade községekkel határos.

## Népesség
A település népességének változása:
| Lakosok száma | 164  | 159  | 148  | 135  | 132  | 141  | 136  | 122  | 119  | 112  |
|               | 1968 | 1982 | 1990 | 2006 | 2013 | 2015 | 2017 | 2019 | 2020 | 2022 |